# 그레이엄 필립스
그레이엄 필립스(Graham Phillips, 1993년 4월 14일 ~ )는 미국의 배우이다.

## 출연 작품
- 벤10: 과거로의 질주